# Mohammad Zolfaghari
Mohammad Zolfaghari (pers.  یعقوب نجفی) – irański zapaśnik w stylu wolnym.
Dwukrotny medalista mistrzostw Azji. Zdobył srebrny medal w 1992 i brązowy w 1987 roku.